# NGC 7046
NGC 7046 هي مجرة حلزونية مجزأة تبعد حوالي 191 مليون سنة ضوئية تقع في كوكبة قطعة الفرس (كوكبة). تصنف أيضا كمجرة من نوع لينر كما أنها جزء من مجموعة من المجرات تسمى [CHM2007]. يقدر قطرها 106,990 سنة ضوئية. تم اكتشافه من قبل عالم الفلك ويليام هيرشيل في 10 أكتوبر 1790.

## وصلات خارجية
- NGC 7046 على موقع ويكي سكاي: DSS2, SDSS, GALEX, IRAS, Hydrogen α, X-Ray, Astrophoto, Sky Map, Articles and images